# 内斯河
内斯河（又译尼斯河）是位於英國蘇格蘭的一條河流。它源於尼斯湖然後往北流入印威內斯與马里湾。

## 外部連結
- 蘇格蘭高地議會區 （页面存档备份，存于）
- Inverness Directory （页面存档备份，存于）